# Яниш, Андрей Андреевич
Андрей Андреевич Яниш (нем. Andreas Jänisch; 1763—1833) — финский и российский предприниматель немецкого происхождения, купец, коммерции советник.

## Биография
Родился в Выборге в 1763 году. Его отец, нем. Andreas Niкlasson Jänisch (29.02.1732—08.01.1792), с 1756 года женатый на Катарине Маргарете Сутгофф — сестре Ганса Сутгофа, отца Н. И. Сутгофа. В семье кроме Андрея были: Йоахим (1757—1830), Хелена (1858—1823), Катарина Маргарета (1760—1785), Кристина Элизабет (1761—?), Николай (1767—1848) и Фредерик (1772—1773).
Работал в магазине своего отца в Выборге, пока сам не стал купцом. Был владельцем лесопилки Перойоки под Выборгом и совладельцем (с 1826 года — владельцем) лесопилки Миеттула в Пуумале.
В 1797 году женился на двоюродной сестре Хелене Элизабет Яниш (1781—1848) — сестре Карла Ивановича Яниша. У них в 1813 году родился сын Карл, шахматный мастер и теоретик.
Был ратманом Выборга в 1793–1795 гг., членом Выборгской городской управы — в 1796–1797 гг., городской глава Выборга — в 1816–1832 гг. Звание коммерции советника он получил в 1819 году.
Умер в 1833 году в Выборге.